# 해리 채핀
해리 채핀(영어: Harry Chapin, 1942년 12월 7일 ~ 1981년 7월 16일)은 포크 록과 팝 록 노래로 가장 잘 알려진 미국의 싱어송라이터이자 자선가였다. 그는 1970년대에 세계적인 성공을 거두었고, 가장 인기 있는 아티스트이자 가장 높은 출연료를 받는 연주자 중 한 명이 되었다. 채핀은 또한 미국 최고의 차트 작성 음악 아티스트 중 한 명이다. 그래미 어워드를 수상한 아티스트이자 그래미 명예의 전당 헌액자인 채핀은 전 세계적으로 1,600만 장 이상의 음반을 판매했다. 그는 음악 역사상 가장 사랑 받는 연주자 중 한 명으로 묘사되어 왔다.
채핀은 1972년부터 1981년 사망할 때까지 총 11장의 음반을 녹음했다. 그가 발매한 14개의 싱글은 적어도 하나의 국가 음악 차트에서 히트가 되었다.
헌신적인 인도주의자로서, 채핀은 세계의 기아를 끝내기 위해 싸웠다. 그는 1977년 세계 기아에 관한 대통령 위원회 창설의 핵심 참여자였다. 채핀은 1970년대에 가장 정치적이고 사회적으로 활동적인 미국인 연주자로 인정받고 있다. 1987년, 채핀은 인도주의적인 업적으로 의회 명예 황금 훈장을 수상하였다.

## 사생활
채핀은 1966년 뉴욕 사교계의 8년 선배인 산드라 채핀을 음악 수업을 부탁하는 전화를 한 후 만났다. 그들은 2년 후에 결혼했다. 그들의 만남과 로맨스에 대한 이야기는 그의 노래 〈I Wanna Learn a Love Song〉에서 전해진다. 채핀은 그녀에 대해 몇 곡의 추가 곡을 썼는데, 여기에는 두 사람의 관계에 대한 〈Shooting Star〉와 〈Sandy〉가 포함된다. 그는 제니퍼와 조슈아라는 두 아이를 낳았고, 제이미, 제이슨, 조나단이라는 이전 결혼에서 얻은 세 아이의 의붓아버지였다.

## 사망
1981년 7월 16일 오후, 채핀은 뉴욕 이스트메도에 있는 아이젠하워 공원에서 열린 무료 혜택 콘서트에서 공연하기 위해 롱아일랜드 고속도로로 이동 중이었다. 오후 12시 27분, 채핀은 뉴욕 제리코 외곽에서 세미트레일러 트럭과 불꽃 튀는 교통 추돌 사고로 치명상을 입었다. 1975년 폭스바겐 래빗을 집어삼킨 채 의식을 잃은 채핀을 행인들이 가까스로 구조했고, 그는 곧바로 헬기로 인근 나사우 카운티 의료센터로 이송됐으며 오후 1시 5분에는 내출혈로 사망선고를 받았다.  채핀의 미망인 샌디는 트럭 소유주인 슈퍼마켓 제너럴을 상대로 한 과실금 소송에서 1200만 달러의 승소 판결을 받았다.

## 음반 목록
- Heads & Tales (1972년)
- Sniper and Other Love Songs (1972년)
- Short Stories (1973년)
- Verities & Balderdash (1974년)
- Portrait Gallery (1975년)
- Greatest Stories Live (1976년)
- On the Road to Kingdom Come (1976년)
- Dance Band on the Titanic (1977년)
- Living Room Suite (1978년)
- Legends of the Lost and Found (1979년)
- Sequel (1980년)